# Meju

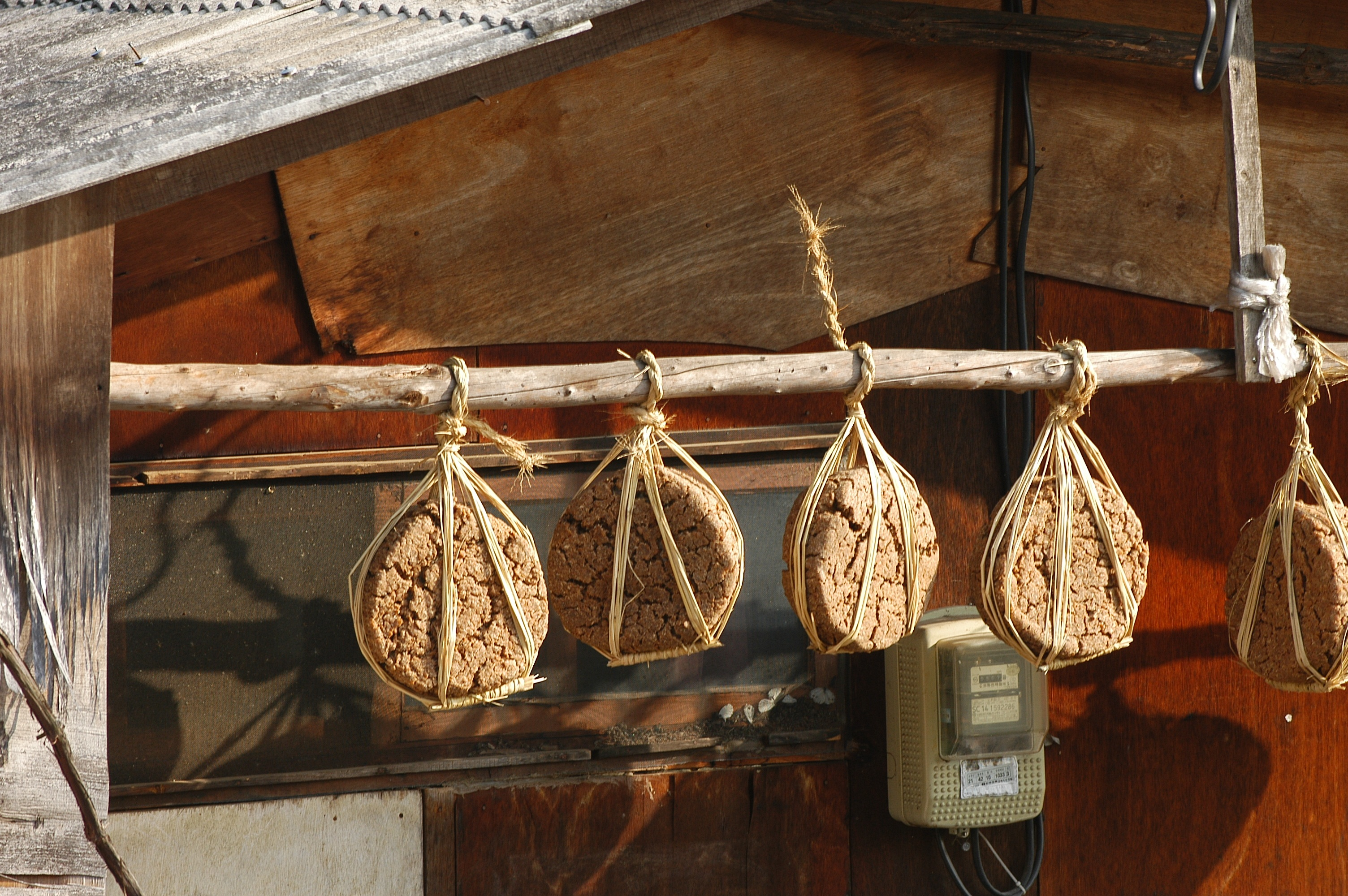
Briques de meju.

Le meju (coréen : 메주, [me.dʑu]) est une pâte de soja fermenté, utilisé pour faire différentes sauces épaisses, telles que doenjang, gochujang ou ganjang, dans la cuisine coréenne.

## Histoire
La fermentation du soja date d'avant la période des trois royaumes de Corée (-57 à 668).
Les Chroniques des Trois Royaumes (de Chine), un texte historique chinois du IIIe siècle, décrit le peuple de Goguryeo comme bon pour brasser des haricots de soja fermentés, dans une section sur les peuples étrangers orientaux.
Dans Jilin leishi (en) (鷄林類事, « Choses de Jilin (Corée) »), un ouvrage écrit par Sūn Mù (孫穆), ambassadeur de la dynastie Song chinoise à Goryeo (Corée), en 1103-1104, cette pâte est décrite comme 蜜沮 lit. : prévenir (ou bloquer) le miel.

## Préparation
La préparation est généralement effectuée entre octobre et décembre et, plus précisément pendant la date du calendrier lunaire chinois de Lidong (en) (chinois : 立冬), aux environs du début de novembre. Cependant, le temps de préparation dépend des régions et la recette avec laquelle ce produit sera utilisé.